# Morisqueta
La morisqueta es un plato mexicano preparado con arroz blanco servido con frijoles de la olla y caldo de jitomate. Ha evolucionado y actualmente es frecuente agregar otros ingredientes, como queso o incluso carne. Es típico de Tierra Caliente en el Estado de Michoacán, la Costa Chica y Grande del Estado de Guerrero, así como algunas zonas costeras del Estado de Jalisco y otros lugares del Pacífico Sur mexicano. Es uno de los platos más típicos de la cocina de Apatzingán. Acompaña al clemole, al chilatequile, al chilayo y a otros guisos locales.

## Preparación
Se cuece el arroz blanco en agua o caldo y se sirve con frijoles de la olla o refritos caldosos. Dependiendo del hogar, se agrega salsa de jitomate, ajo, chile de árbol, cebolla frita, chile de queso, carne de puerco, o algunos tipos específicos de quesos, como: Cotija, adobera, ranchero o fresco.
Se acompaña usualmente con tostadas, totopos, o tacos dorados de papa, adobera o pollo que llevan salsa de jitomate, o salsa verde (de chile) y col. En algunos lugares también se acostumbra servirla con el aporreadillo, que es carne deshebrada seca o aporreada, la cual se fríe con huevo, guisada por lo general en una salsa de chile guajillo con comino.

## Origen
Morisqueta es el diminutivo de morisco, variante de moro, que también quiere decir «mueca o carantoña».
En las costas de Guerrero y Michoacán, a veces también es llamada zambaripao. Este exótico nombre esclarece el origen colonial del plato, puesto que en realidad proviene de Asia y, posteriormente, llegó a la Nueva España gracias a las rutas comerciales de los galeones de Manila, también conocidos como Nao de China o Galeón de Acapulco. En 1960, el político guerrerense Alejandro Gómez Maganda estudió las palabras que se usaban en el habla de Guerrero que tienen un origen filipino, entre ellas el zambaripao.
En la gastronomía de Filipinas se encuentra una preparación llamada «morisqueta», que es básicamente arroz blanco cocido sin sal, también llamado kanin en tagalo y kan-on en hiligueino. En una carta de 1725 firmada por el misionero y jurista español Murillo Velarde se explica que «el pan ordinario que comemos en estas yslas es morisqueta, que es arroz cosido con agua, camiotes y varias rayzes». Estando en Tayabas en 1887, Juan Álvarez Guerra describe la morisqueta como «sabroso pan del indio», el cual posee «un pequeño campo que le provee de arroz para su morisqueta» (Viajes por Filipinas: De Manila á Tayabas, cap. ix, pág. 163). Una publicación de 1902 del Gobierno de Estados Unidos decía que el «arroz cocido en agua sin sal es llamado por los españoles de Filipinas como morisqueta y por los tagalos como canin» y que «los nativos la consideran como un europeo considera el pan», como un alimento básico diario. El nombre puede guardar relación con los moros de Filipinas, que es el nombre que los españoles dieron a las tribus filipinas que practicaban el islam (véase religión en la Filipinas prehispánica) y que habitan en Bangsamoro y Zamboanga, al sur del país. En el criollo chabacano de Zamboanga, se habla de «morisqueta tostada» cuando se fríen o saltean las sobras de arroz blanco con otros ingredientes que se tienen a mano. Esta técnica de reaprovechamiento del arroz parece tener influencia china, particularmente del arroz frito Yangzhou. Si incluyen frijoles, se les llama zambaripao.
Este plato probablemente llegó desde Filipinas gracias al Galeón de Manila, junto con otros alimentos filipinos como el mango Manila o la tuba, una bebida de savia de palma. Otras teorías apuntan a que el plato hizo el viaje contrario, es decir, de México a Filipinas, trazando así el origen etimológico del nombre con los «moros y cristianos», otro plato de arroz y frijoles, típico del Caribe hispano.

## Variantes

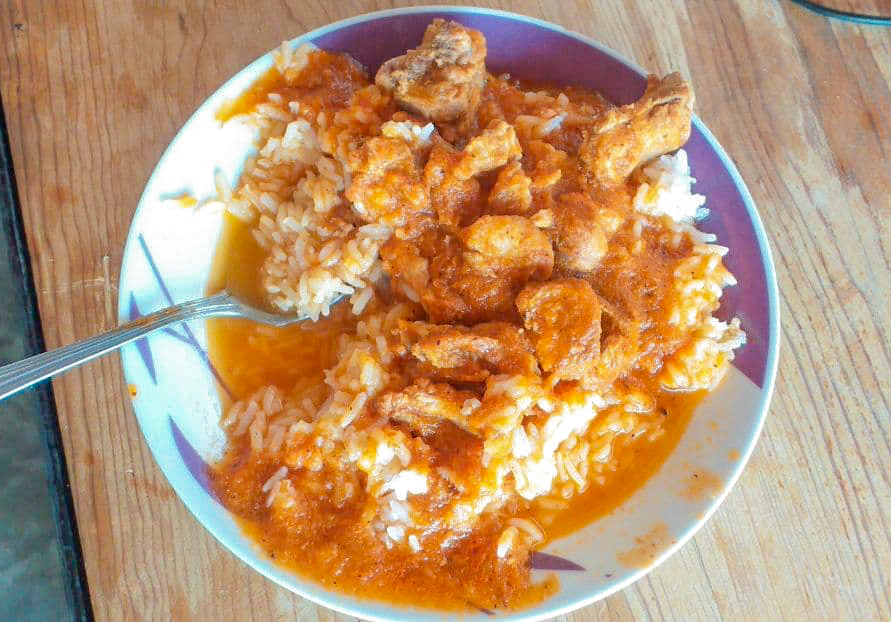
Morisqueta con costillas estilo Aguililla que, a diferencia de la versión de Apatzingán, no incluye col

### Morisqueta con queso
Es el más típico en Apatzingán, tierra productora de diversos quesos como ranchero o fresco adobera, etc. Esta variante frecuentemente incluye col.

### Morisqueta con cerdo
Es la segunda variante más típica de Apatzingán, que incluye carne de puerco, preferentemente partes grasas como las costillas.

### Morisqueta con chorizo
Otro plato típico de Michoacán que se prepara calentando manteca en un sartén grande, luego se desmorona el chorizo en ella y, posteriormente, se cocina sobre fuego muy lento, hasta que esté caliente y empiece a freírse. Luego se agrega cebolla frita hasta que esté traslúcida, pero no dorada. Después se agrega jitomate picado y cocinado sobre fuego bastante alto, revolviendo todo de vez en cuando hasta que se haya reducido. Luego se mezcla el chorizo y el arroz, agregando sal al gusto hasta que los sabores se hayan combinado. Finalmente, se sirve solo como sopa seca.

### Linogao
Otro tipo a la que se le agrega piloncillo. Es un postre similar al arroz con leche, pero sin leche. El nombre es también de origen oriental. Se consume en la costa de Guerrero. Al igual que zambaripao, la palabra linogao también tiene un origen filipino, según Gómez Maganda.